# رود تاکاهارا
رود تاکاهارا (به لاتین: Takahara River) یک رود در ژاپن است که 	۵۹٫۴ کیلومتر است.